# Piercia bipartaria
Piercia bipartaria är en fjärilsart som beskrevs av John Henry Leech 1897. Piercia bipartaria ingår i släktet Piercia och familjen mätare. Inga underarter finns listade i Catalogue of Life.